# Tipula cataloniensis
Tipula cataloniensis är en tvåvingeart som beskrevs av Theowald 1978. Tipula cataloniensis ingår i släktet Tipula och familjen storharkrankar. Inga underarter finns listade i Catalogue of Life.